# Chevak
Chevak – miasto w Stanach Zjednoczonych, w stanie Alaska, w okręgu Wade Hampton.